# Creutzwald
Creutzwald (in tedesco Kreuzwald) è un comune francese di 13 814 abitanti situato nel dipartimento della Mosella nella regione del Grand Est.

## Geografia fisica
Situato a ridosso della frontiera con la Germania, è congiunto a Überhern sul lato tedesco. Con la Germania condivide anche una magnifica foresta, il Warndt.

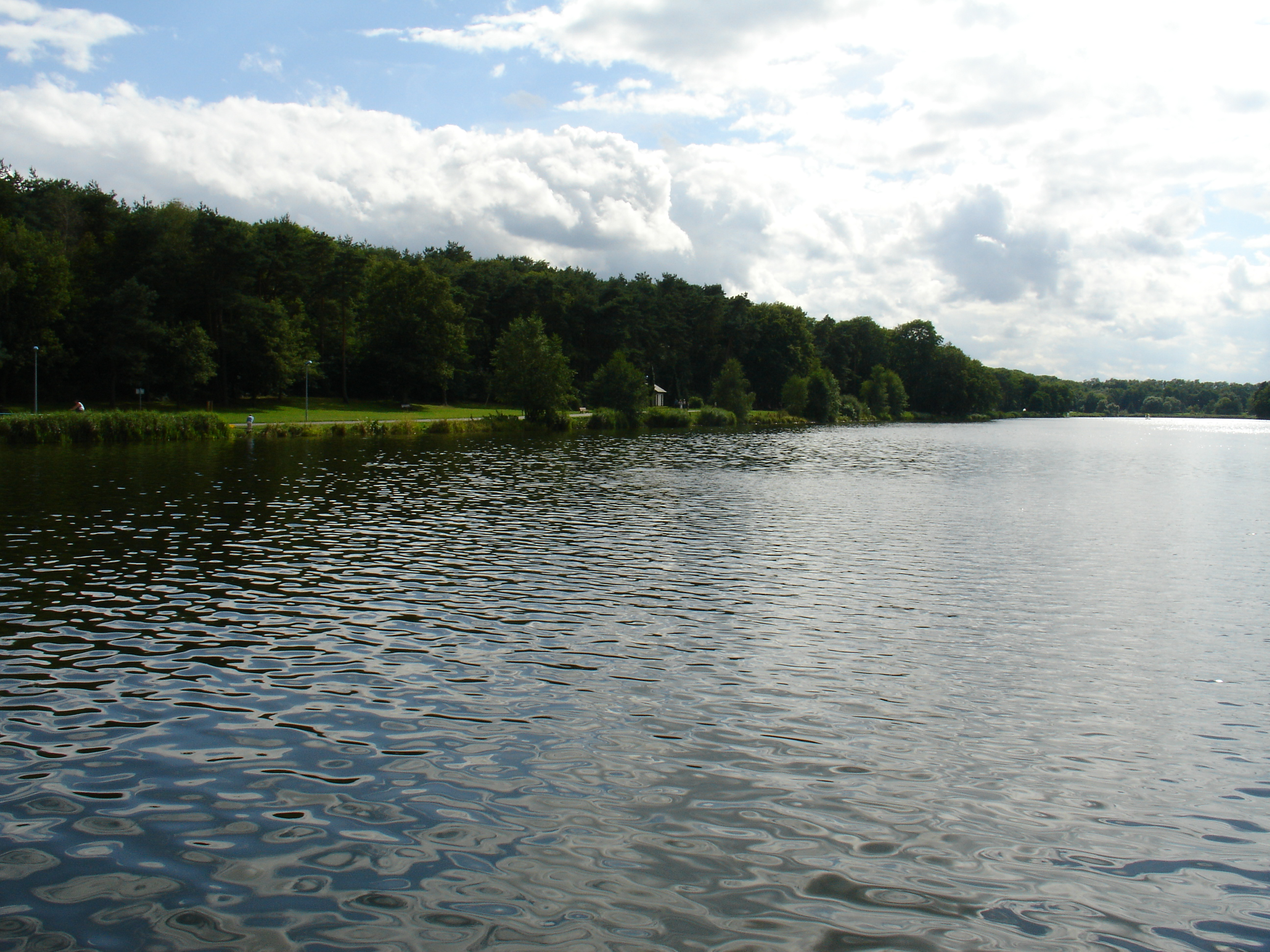
Il lago di Creutzwald

## Storia
La cittadina viene formata nel 1810 dalla fusione di tre villaggi: La Croix, La Houve e Wilhelmsbronn. Continuerà per parecchio tempo a chiamarsi Creutzwald-la-Croix benché si tratti di un pleonasmo, il termine tedesco Kreuz equivale al francese croix (croce). Il nome della città verrà ufficialmente semplificato nel 1961.
Creutzwald è stata l'ultima città francese ad aver avuto una miniera di carbone in attività, la Houve, che ha cessato l'attività il 23 aprile 2004.

## Società

### Evoluzione demografica
Abitanti censiti